# Huntsville (Alabama)
Huntsville ist mit 215.006 Einwohnern (Stand 2020) die größte Stadt des US-Bundesstaats Alabama. Sie liegt in den Counties Limestone, Madison und Morgan. Die Stadtfläche beträgt 451,8 km².
In der Stadt befindet sich das Redstone Arsenal, ein Raketen-Entwicklungszentrum und Testgelände, durch das sie auch als Rocket City bekannt wurde. Am 8. September 1960 wurde durch den US-Präsidenten Dwight D. Eisenhower das Marshall Space Flight Center der NASA in Huntsville eingeweiht. Seit den 1950er Jahren wurden dort unter der Leitung von Wernher von Braun die Saturn-Raketen und das Apollo-Programm entwickelt.

## Klimatabelle
|                       | Jan   | Feb   | Mär   | Apr   | Mai   | Jun   | Jul   | Aug  | Sep   | Okt  | Nov   | Dez   |   |         |
| Mittl. Tagesmax. (°C) | 9,0   | 11,9  | 17,1  | 22,5  | 26,3  | 30,3  | 31,7  | 31,6 | 28,2  | 22,8 | 16,9  | 11,4  | ⌀ | 21,7    |
| Mittl. Tagesmin. (°C) | −1,6  | 0,3   | 4,9   | 9,4   | 14,1  | 18,3  | 20,5  | 19,9 | 16,4  | 9,6  | 4,7   | 0,6   | ⌀ | 9,8     |
|                       |       |       |       |       |       |       |       |      |       |      |       |       |   |         |
| Niederschlag (mm)     | 131,3 | 123,7 | 168,1 | 125,2 | 129,0 | 104,9 | 123,2 | 88,1 | 103,6 | 82,6 | 123,4 | 149,1 | Σ | 1.452,2 |
|                       |       |       |       |       |       |       |       |      |       |      |       |       |   |         |
| Regentage (d)         | 9,3   | 8,5   | 9,6   | 8,2   | 8,4   | 7,6   | 8,7   | 6,8  | 6,9   | 5,5  | 8,3   | 9,2   | Σ | 97      |

| −1,6 |

| 0,3 |

| 4,9 |

| 9,4 |

| 14,1 |

| 18,3 |

| 20,5 |

| 19,9 |

| 16,4 |

| 9,6 |

| 4,7 |

| 0,6 |

| −1,6 |

| 0,3 |

| 4,9 |

| 9,4 |

| 14,1 |

| 18,3 |

| 20,5 |

| 19,9 |

| 16,4 |

| 9,6 |

| 4,7 |

| 0,6 |

## Geschichte

### Antebellum
Ursprünglich lebten Cherokee und Chikasaw in der Gegend. Der heutige Big Spring Park im Stadtzentrum war für beide Völker aufgrund des hohen Wildvorkommens ein wichtiger Jagdgrund. Die fruchtbaren Böden lockten um die Wende zum 19. Jahrhundert erste europäische Siedler in die Region, die damals Teil des kurz zuvor gebildeten Mississippi-Territoriums war. Trotz eines bundesgesetzlichen Verbots ließen sie sich im Land der Indianer nieder. Der erste Pionier im heutigen Stadtgebiet, John Hunt aus Tennessee, richtete sich im Jahr 1805 in Big Spring ein, das ihm die Chikasaw im Juli 1805 und die Cherokee im Januar 1806 zur Besiedlung abgetreten hatten. Die illegale Siedlung, die zu dieser Zeit Hunt’s Spring hieß, wuchs schnell und als die Legislative des Territoriums im Dezember 1808 das Madison County ins Leben rief, hatte sie mehr als 300 Bewohner.
Neben Siedlern kamen Bodenspekulanten und wohlhabende Pflanzer nach Hunt’s Spring. Der prominenteste unter ihnen  war der Tabakpflanzer LeRoy Pope aus Georgia, der im Jahr 1809, als die Vereinigten Staaten schließlich Land im Madison County zum offiziellen Kauf anboten, mit anderen wohl situierten Plantagenbesitzern große der Teile der Big-Spring-Region erwarb. Er wurde eine bedeutende Führungsfigur in der Gegend und schlug der gesetzgebenden Versammlung des Territoriums die Inkorporation von Hunt’s Spring als eigenständiger Gebietskörperschaft vor, was diese am 22. Dezember 1809 beschloss. Erst gab sie der Siedlung in Referenz an die Heimatstadt des Dichters Alexander Pope den Namen Twickenham, änderte die Ortsbezeichnung aber im November 1811 auf Huntsville. Im folgenden Jahr beschloss die Stadt die Gründung der Green Academy als erster Schule im Ort.

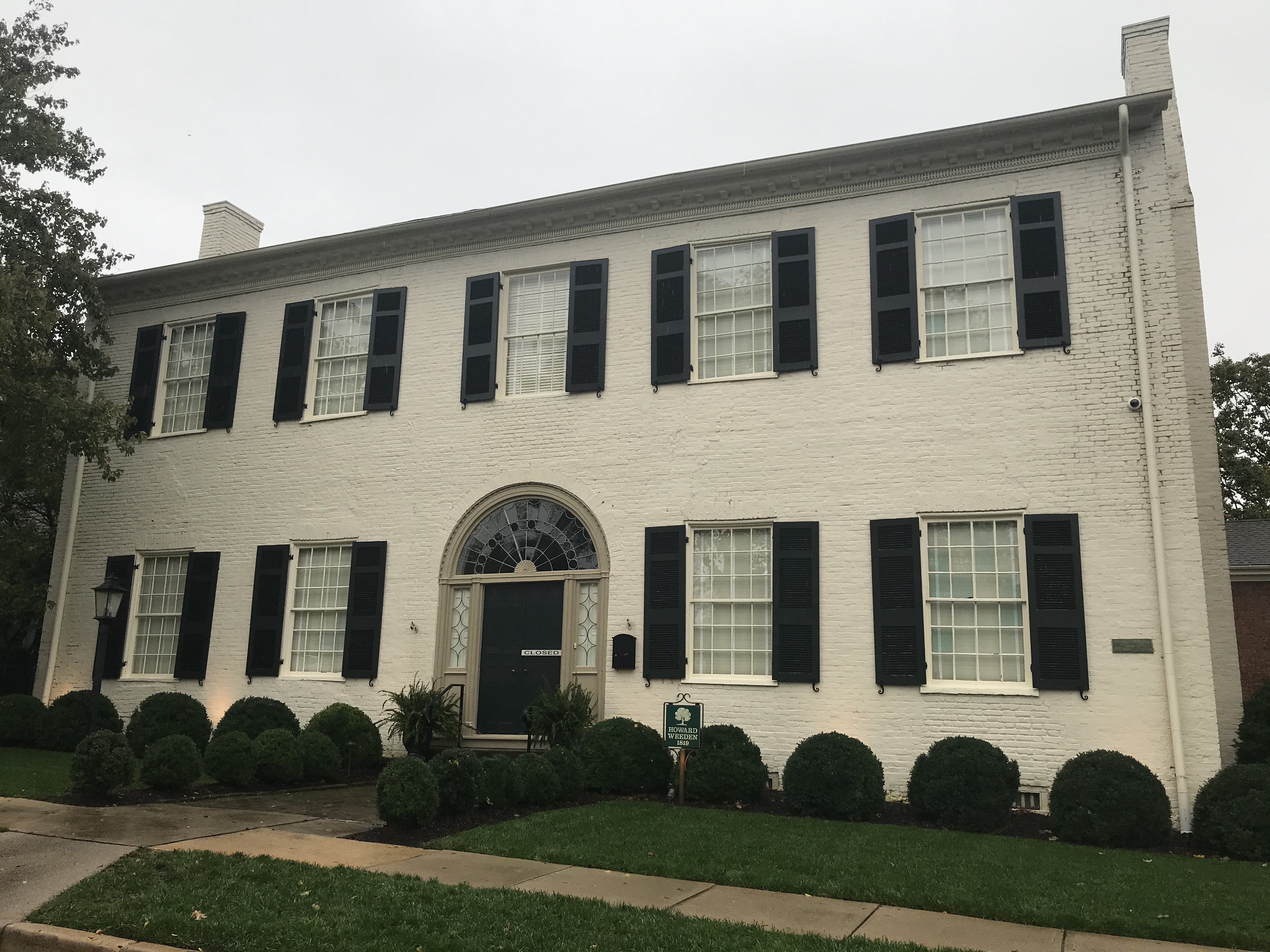
Das Weeden House wurde 1819 erbaut und ist heute ein Museum im Besitz der Stadt Huntsville. Es steht im Twickenham Historic District, der seit Januar 1973 im NRHP eingetragen ist.

Als erste eigenständige Stadt spielte Huntsville eine wichtige Rolle bei der Herausbildung und weiteren Entwicklung des Bundesstaates Alabama. Die auf dem Baumwollanbau beruhende Wirtschaft des nördlichen Alabama hatte Huntsville zum Zentrum. Im Jahr 1815 existierten dort fünf Egreniermaschinen. Der durch die Baumwollverarbeitung in die Stadt strömende Wohlstand führte zur Etablierung vielfältiger Geschäftsfelder. Bereits 1812 ging mit der Madison County Gazette, ab 1816 Huntsville Republican, die erste Zeitung des Territoriums insgesamt in Druck. Im Jahr 1816 wurde das Courthouse fertiggestellt und war zu dieser Zeit schon komplett von Häusern in Ziegelbauweise umgeben, darunter Wohngebäude aber auch Hotels. In Huntsville wurde die erste Freimaurerloge Alabamas gegründet mit John Hunt als prominentem Mitglied. Ein regelmäßiger Besucher der Loge war der spätere Präsident Andrew Jackson. Im Juni 1819 bereiste Präsident James Monroe das Alabama-Territorium und machte dabei in Huntsville Station.
Als sich die Aufnahme des Alabama-Territoriums als Bundesstaat in die Vereinigten Staaten abzeichnete, bestimmte der Kongress Huntsville zum Tagungsort für die notwendige Verfassunggebende Versammlung. Der Verfassungskonvent tagte ab dem 5. Juli 1819 knapp einen Monat in dem größeren Gebäude einer Möbelmanufaktur. An dieser Stelle wurde im Dezember des gleichen Jahres der erste Gouverneur von Alabama William Wyatt Bibb in sein Amt eingeführt. Nach dem Eintritt Alabamas in die Vereinigten Staaten war Huntsville für kurze Zeit Hauptstadt des Bundesstaates, bis es 1820 Cahaba in dieser Funktion ablöste. Im Jahr 1854 legte das Eisenbahnunternehmen Memphis and Charleston Railroad, das die Atlantikküste mit dem Mississippi River verband, Huntsville als seinen Firmensitz fest.

### Vom Sezessionskrieg bis zur Great Depression
Die Eisenbahn und die Gießerei Madison Iron Works, die im Sezessionskrieg Artillerie für die Konföderierte Armee produzierte, machten Huntsville zu einem strategischen Ziel für die Unionsarmee. Am 11. April nahmen diese unter Führung von Brigadegeneral Ormsby M. Mitchel die Stadt ein und trennten damit eine wichtige Zugverbindung der Südstaaten zwischen dem Atlantik und dem Mississippi. Die Anlagen der Madison Iron Works waren noch vor der Einnahme Huntsvilles von den Konföderierten in Sicherheit gebracht worden. Die Unionstruppen marschierten im Oktober weiter nach Tennessee und kehrten im November 1863 in die Stadt zurück, die sie für den Rest des Bürgerkriegs als eine Basis nutzten.
Nach dem Sezessionskrieg blieb Huntsville eng mit dem landwirtschaftlichen Sektor verbunden. Kleine Mühlen und die Weiterverarbeitung von Baumwolle bildeten die verbreitetsten Wirtschaftszweige. In den 1880er Jahren unterstützten einige Investoren die weitere Entwicklung der Stadt. So entstanden eine Baumwollfabrik und eine Telefonzentrale, elektrische Straßenbeleuchtung wurde eingeführt und eine Eisenbahnverbindung nach Nashville hergestellt. In den 1890er Jahren gründeten Unternehmer aus Ohio und New York in Nashville eine Gärtnerei für den Großhandel, die zu ihrer Zeit die bedeutendste in den Vereinigten Staaten war. Während des Spanisch-Amerikanischen Krieges erbaute die Nationalgarde 1898 die militärische Ausbildungsstätte Camp Wheeler, das kurze Zeit später zum Gedenken an einen Gefallenen aus der Gegend in Camp Albert G. Forse umbenannt wurde. Im folgenden Jahr waren Soldaten der Buffalo Soldiers hier auf Fronturlaub. Noch vor der Jahrhundertwende wurde die Kaserne aufgegeben. In den nächsten Jahrzehnten gingen in  Huntsville weitere Baumwollfabriken in Betrieb und sorgten für etwas Stabilität während der Great Depression in den 1930er Jahren.

### Entwicklung seit dem Zweiten Weltkrieg

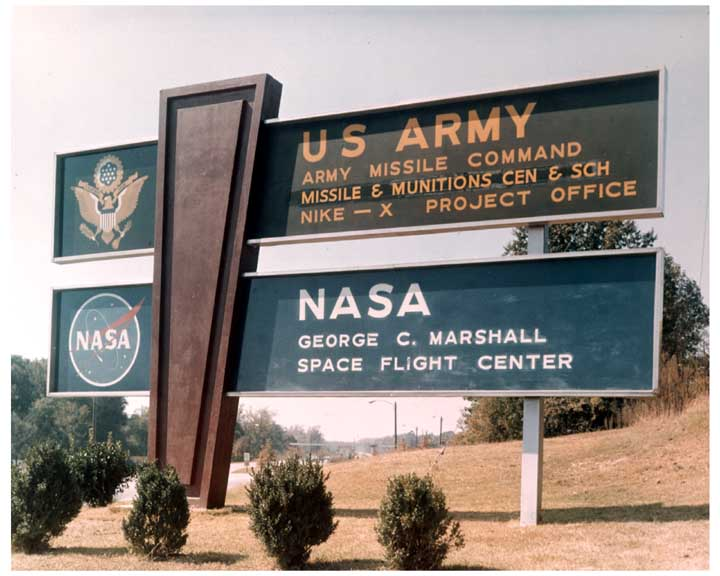
Eingang zum Redstone Arsenal (2006)

Eine Zeitenwende für die Geschichte Huntsvilles stellte der Ausbruch des Zweiten Weltkriegs dar. In dessen Folge errichtete die United States Army in Huntsville das Redstone Arsenal. Hier wurden zuerst hauptsächlich Chemiewaffen produziert; außerdem hatte das Gelände die Funktion eines Militärdepots. Ab 1949 wählte die Armee das Redstone Arsenal als Forschungs- und Entwicklungszentrum für Raketen aus. Vor allem Senator John Sparkman hatte Lobbyarbeit für diese Standortentscheidung gemacht, die im April 1950 Raketenwissenschaftler aus dem früheren NS-Staat nach Huntsville brachte, unter ihnen Wernher von Braun. Durch dieses technologische Großprojekt erlebte die Stadt in den nächsten Jahrzehnten einen wirtschaftlichen Aufschwung. Im Jahr 1960 öffnete das Marshall Space Flight Center seine Tore, wo von Braun mit anderen Ingenieuren an der Entwicklung der Saturn V-Rakete arbeitete. Diese bildete die Grundlage für das Apollo-Programm der NASA. Im Umfeld dieses und anderer militärische Projekte ließen sich in den 1960er und 1970er Jahren viele Zulieferbetriebe und Unternehmen aus dem Rüstungsbereich in Huntsville nieder. Nach dem Ende des Apollo-Programms konzentrierte sich die Industrie auf die technologische Entwicklung des Space-Shuttle-Systems und der Internationalen Raumstation. Neben dem Redstone Arsenal und Marshall Space Center ist Huntsville auch Sitz des United States Army Aviation and Missile Command (AMCOM).

## Kultur und Sehenswürdigkeiten

### Museen
- Huntsville Museum of Art
- U.S. Space & Rocket Center

### Bauwerke

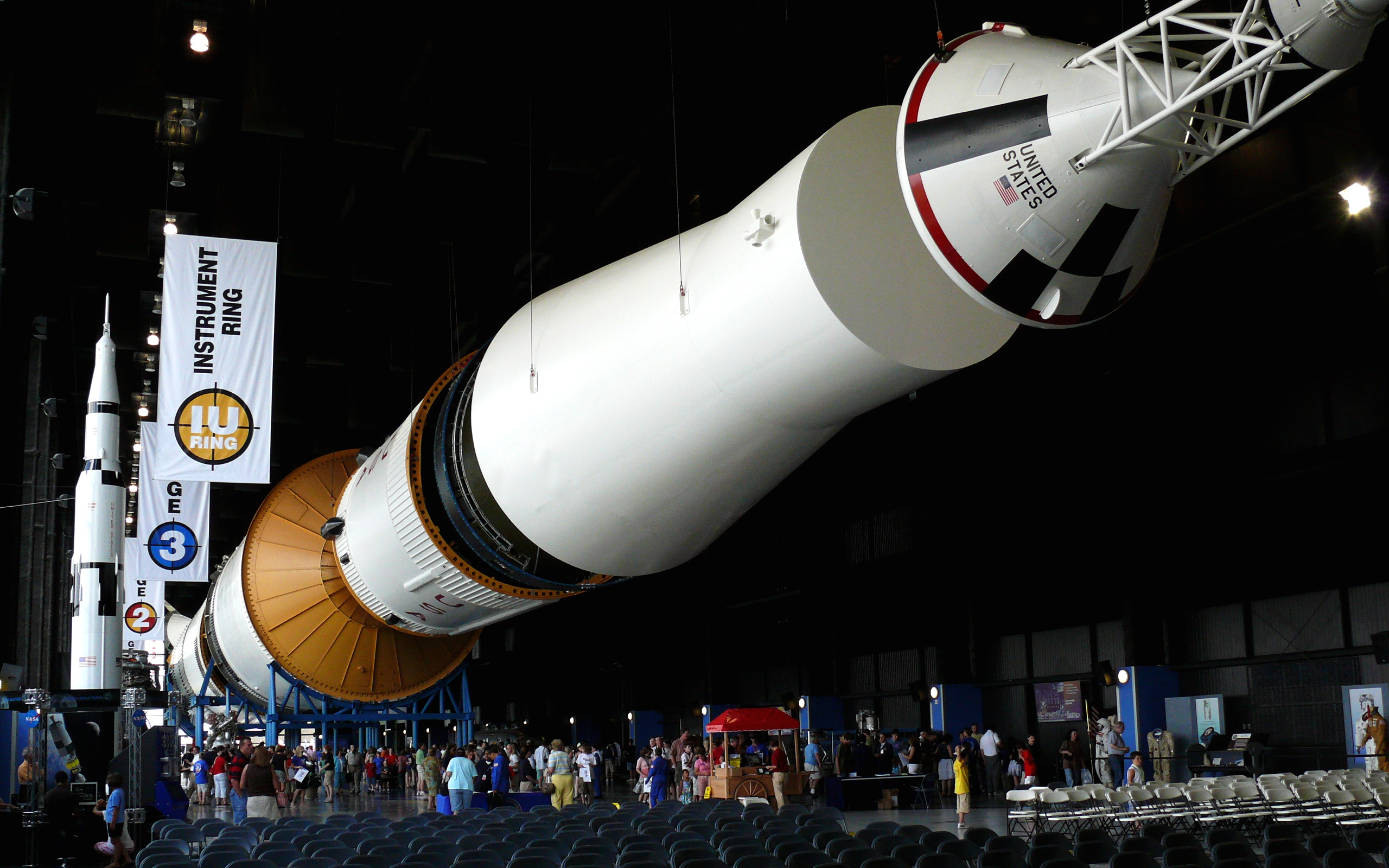
Das Saturn V Space Vehicle im U.S. Space & Rocket Center hat seit Februar 1987 den Status eines National Historic Landmarks.

73 Bauwerke und Stätten der Stadt sind im National Register of Historic Places (Nationales Verzeichnis historischer Orte; NRHP) eingetragen (Stand 5. Mai 2020), darunter haben vier Objekte auf dem Gelände des Marshall Space Flight Centers sowie das Saturn V Space Vehicle und die Episcopal Church of the Nativity den Status von National Historic Landmarks.

### Parks

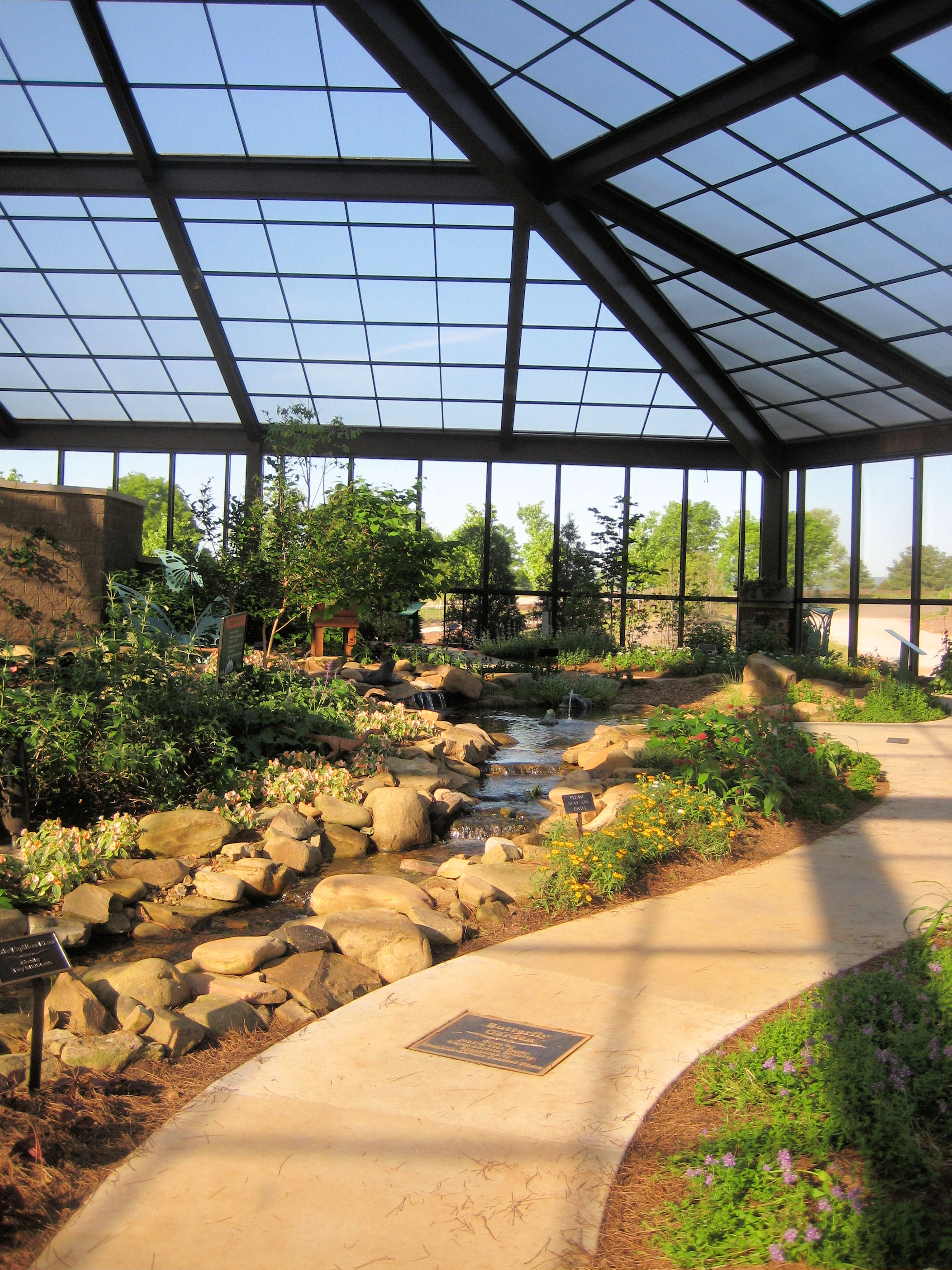
Ein Blick in den Huntsville Botanical Garden

In Huntsville befindet sich der Huntsville Botanical Garden, ein 453.000 m2 großer botanischer Garten.

## Wirtschaft und Infrastruktur
Der Industriesektor besteht aus über 220 Firmen und mehr als 32.000 Arbeitern, von denen viele eigens geschult und qualifiziert sind, um hochtechnologische Präzisionsarbeiten auszuführen.
Der Forschungs- und Entwicklungssektor ist durch das US-Weltraumprogramm in Form des Marshall Space Flight Centers und des Redstone Arsenals seit Mitte der 1950er Jahre stark mit der Stadt verwurzelt. Insgesamt gibt es mehr als 300 internationale und nationale Unternehmen, die mit der Herstellung und Produktion von Elektronik und IT-Technologien betraut sind. Der Cummings Research Park in Huntsville ist der zweitgrößte Forschungs- und Entwicklungspark in den Vereinigten Staaten mit 225 Unternehmen, die zusammen knapp 23.000 Arbeitnehmer beschäftigen.

### Die größten Arbeitgeber
| Unternehmen                         | Tätigkeit             | Arbeitnehmer |
| ----------------------------------- | --------------------- | ------------ |
| U.S. Army Redstone Arsenal          | Militär               | 12.599       |
| Huntsville Hospital System          | Gesundheitsfürsorge   | 04.320       |
| The Boeing Company                  | Maschinenbau          | 03.092       |
| NASA / Marshall Space Flight Center | Raumfahrt / Forschung | 02.676       |
| Adtran                              | Telekommunikation     | 01.800       |

Weitere Unternehmen in Huntsville:
- Avocent Corporation
- Digium
- Intergraph Corporation

### Verkehr
Vom Flughafen Huntsville werden Linienflüge zu zahlreichen Drehkreuzen angeboten.

### Medien
Die Public Radio Station WLRH  ging 1976 auf Sendung.

### Weiterführende Bildungseinrichtungen
- Alabama Agricultural and Mechanical University
- Calhoun Community College
- Florida Institute of Technology
- Oakwood College
- University of Alabama in Huntsville
- Virginia College

## Söhne und Töchter der Stadt
- Viola Allen (1867–1948), Schauspielerin
- Ernie Ashworth (1928–2009), Country-Musiker
- Tallulah Bankhead (1902–1968), Schauspielerin
- Michael E. Brown (* 1965), Astronom
- Julia Campbell (* 1962), Schauspielerin
- Colleen Cannon (* 1961), Triathletin
- Reg E. Cathey (1958–2018), Schauspieler
- Stewart Cink (* 1973), Profigolfer
- Clement Claiborne Clay (1816–1882), US-Senator für Alabama
- Jeremiah Clemens (1814–1865), US-Senator für Alabama
- Robert E. Cramer (* 1947), Politiker der Demokratischen Partei, Mitglied des US-Repräsentantenhauses
- Thomas Turpin Crittenden (1825–1905), General der Nordstaaten im Sezessionskrieg
- Felicia Day (* 1979), Schauspielerin
- Kim Dickens (* 1965), Schauspielerin
- Nic Dowd (* 1990), Eishockeyspieler
- Trey Flowers (* 1993), Footballspieler
- Milton B. Halsey (1894–1990), Generalmajor der United States Army
- Andrew J. Hamilton (1815–1875), Politiker und der 12. Gouverneur von Texas
- Margaret Hoelzer (* 1983), Schwimmerin
- Mark Lenzi (1968–2012), Wasserspringer
- Joseph Lowery (1921–2020), Pfarrer und Bürgerrechtler
- Scotty Marion († 2003), Gleitschirmpilot
- JoAnn H. Morgan (* 1940), Raumfahrtingenieurin
- John Hunt Morgan (1825–1864), Kavallerie-Offizier und Brigadegeneral der Konföderation im Amerikanischen Bürgerkrieg
- Victoria Osteen (* 1961), Unternehmerin, Motivationstrainerin und Co-Predigerin
- James Phelan (1821–1873), Konföderiertensenator für Mississippi
- Christopher Pittman (* 1989), Mörder im Kindesalter
- Luke Pryor (1820–1900), US-Senator für Alabama
- Na'Asha Robinson (* 1997), Sprinterin
- Debby Ryan (* 1993), Schauspielerin
- Bryan Shelton (* 1965), Tennisspieler
- Robert L. Spragins (1890–1964), Generalmajor der United States Army
- Darian Stewart (* 1988), American-Football-Spieler
- David Howard Thornton (* 1979), Schauspieler
- Harry Townes (1914–2001), Schauspieler
- Jimmy Wales (* 1966), Gründer der Wikipedia und ehemaliger Vorsitzender der Wikimedia Foundation
- Leroy Pope Walker (1817–1884), Jurist, Politiker, CS-Kriegsminister und CS-General